# 노조키촌
노조키촌(及位村)은 야마가타현 모가미군에 있던 촌이다. 현재의 마무로가와정 북동부에 해당한다.

## 역사
- 1889년 4월 1일 - 정촌제 시행에 의해 3촌의 구역을 가지고 성립하였다.
- 1956년 9월 30일 - 구 마무로가와정, 아라키촌과 합병해, 새로운 마무로가와정이 성립, 동일 아라키촌은 폐지되었다.

## 교통

### 철도
- 일본국유철도
  - 오우 본선

### 도로
- 국도 제13호선

## 참고문헌
- 角川日本地名大辞典 6 山形県